# Ichthyophis larutensis
Espèce
Synonymes
- Caudacaecilia larutensis (Taylor, 1960)

Statut de conservation UICN

 DD  : Données insuffisantes
Ichthyophis larutensis est une espèce de gymnophiones de la famille des Ichthyophiidae.

## Répartition
Cette espèce se rencontre de 500 à 1 000 m d'altitude au Perak en Malaisie et dans la province de Yala en Thaïlande.

## Étymologie
Son nom d'espèce, composé de larut et du suffixe latin -ensis, « qui vit dans, qui habite », lui a été donné en référence au lieu de sa découverte, les Larut Hills.

## Publication originale
- Taylor, 1960 : On the caecilian species Ichthyophis glutinosus and Ichthyophis monochrous, with description of related species. University of Kansas Science Bulletin, vol. 40, no 4, p. 37-120 (texte intégral).